# Arc Bollani
L'Arc Bollani est un arc de triomphe situé sur le côté nord de la piazza Libertà à Udine, dont la conception est attribuée à l'architecte Andrea Palladio.
Construit au pied de la montée conduisant au château d'Udine, le monument, constitué d'une arche unique, a été érigé par le lieutenant vénitien Bollani Domenico. Son intention est, d'une part, assurément de s'autocélébrer et, d'autre part, de caractériser, par une touche vénitienne, la place Contarena (aujourd'hui la piazza Libertà), une évocation aussi du château voisin, le centre du pouvoir de la Sérénissime.
Les travaux commencent en avril 1556, en concomitance avec ceux du palais Antonini, une autre œuvre udinoise de l'architecte vicentin, et sont terminés quatre mois plus tard, quand l'arc est surmonté du Lion de saint Marc aux ailes de cuivre. Le nom de Palladio est attesté par des sources contemporaines, comme est également documentée son intervention, sept ans plus tard, afin d'élargir la rue montant vers le château et améliorer ainsi la visibilité de l'arc.